# Воинское кладбище № 55 (Гладышув)
Воинское кладбище № 55 — Гладышув (пол. Cmentarz wojenny nr 55 - Gładyszów) — воинское кладбище, расположенное в окрестностях села Гладышув, Малопольское воеводство. Кладбище входит в группу Западногалицийских воинских захоронений времён Первой мировой войны. На кладбище похоронены военнослужащие Австрийской и Российской армий, погибшие во время Первой мировой войны в декабре 1914 — мае 1915 года.

## История
Кладбище было основано в 1915 году по проекту словацкого архитектора Душана Юрковича. На кладбище площадью 357 квадратных метра находится 4 братских и 10 индивидуальных могил, в которой похоронены 12 австрийских и 92 русских солдат.

## Описание
Кладбище находится при воеводской дороге 997 в одном километре от Гладышува в сторону Горлице. Кладбище обнесено деревянным заграждением с воротами. В центре кладбища располагается монументальный памятник, на котором находятся оригинальные каменные таблички с надписями на немецком языке. Первоначально кладбище находилось на краю леса; в настоящее время кладбище заросло кустарником и молодыми деревьями.

## Источник
- Oktawian Duda: Cmentarze I wojny światowej w Galicji Zachodniej. Warszawa: Ośrodek Ochrony Zabytkowego Krajobrazu, 1995. ISBN 83-85548-33-5.
- Beskid Niski : przewodnik. Pruszków: Rewasz, 2002. ISBN 83-85557-98-9.